# Tarhounah (district)

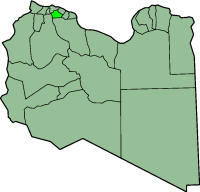
Le district de Tarhounah, dans le découpage administratif en vigueur de 1988 à 1995

 Tarhounah (arabe : ترهونة) est un ancien district de Libye (baladiyah) ayant existé de 1983 à 1995. Le district est situé au nord-ouest du pays dans le djebel Nefoussa, zone montagneuse à une quarantaine de kilomètres des côtes de la Méditerranée. La petite ville de Tarhounah en était le chef-lieu.
La population de ce district de Tarhounah était de 84 640 habitants en 1984. Lors de la réorganisation administrative libyenne de 1998, un nouveau district (shabiyah) est institué, regroupant les anciens baladiyat de Tarhounah et de Msalatah. Au recensement de 1995, on dénombre 229 593 habitants dans cet ensemble. Lors de la réorganisation de 2007, ce district de Tarhounah/Msalatah disparaît. Depuis cette date, la région fait partie du district d'Al Mourqoub.

La région a été soupçonnée dans les années 1990 par les services secrets américains d'abriter des fabriques d'arme chimique. 